# Мейер, Марисса
Марисса Мейер (англ. Marissa Meyer; род. 19 февраля 1984 года) — американская романистка. Её дебютный роман «КиберЗолушка» был опубликован 3 января 2012 года — это первый роман серии книг «Лунные хроники».

## Жизнь и карьера
Марисса Мейер родилась в городе Такома, (Вашингтон), США и закончила Тихоокеанский Лютеранский Университет, где получила степень в области творческого письма. До написания романа «КиберЗолушка» Мейер пять лет работала книжным редактором и написала фан-фик к «Сэйлор Мун» под псевдонимом Алисия Блэйд. В своём интервью «The News-Tribune» она сказала, что написание фан-фика помогало ей изучить творческое письмо, давало ей мгновенные отзывы и научило её критике.
Марисса Мейер замужем за Джесси Тейлором В 2015 году они с мужем удочерили двух девочек-близняшек, Слоун и Дилэйни..
Марисса Мейер заявляет, что первоначально на написание «КиберЗолушки» её вдохновило участие в 2008 году в Национальном Месячнике Написания Романов, где она написала рассказ — футуристическую версию «Кот в сапогах». Серия «Лунные хроники» — это серия из четырёх книг, где каждый том основан на сказках «Золушка», «Красная Шапочка», «Рапунцель» и «Белоснежка». 
Первая книга, КиберЗолушка, была бестселлером New York Times.
В 2013 году Мейер заключила сделку с издательством «Feiwel & Friends» на две книги в жанре «young adult» с участием Королевы Червей из сказки «Алиса в Стране чудес». Первая книга, «Бессердечная», была опубликована осенью 2016 года. Это самостоятельный роман. 
«Publishers Weekly» анонсировали после этого выход серии романов про супергероев. В результате книга, названная «Ренегаты», была опубликована осенью 2017 года.

### Лунные хроники
1. КиберЗолушка (2012)
2. Красная Шапочка (2013)
3. Рапунцель (2014)
4. Белоснежка (2015)

### Спин-офф
- Прекраснейшая (2015)
- Над звёздами (2016, коллекция коротких историй)
- Провода и нервы (графический роман) (2017)

### Отступники
- Отступники (Renegades, 2017)
- Заклятые враги (Archenemies, 2018)
- Сверхновая (Supernova, 2019)

### Романы вне серий
- Бессердечная (Heartless, 2016)
- Мгновенная карма (Instant Karma, 2020)
- Позолота (Gilded, 2021)